# Joint Task Force
Joint Task Force is een real-time tactics-computerspel waarbij de speler een klein hedendaags leger met een bepaald budget moet aanvoeren. De missies spelen zich af in Somalië, Bosnië, Afghanistan, Colombia en Irak.

## Minimale systeemeisen
- Windows 2000/XP Home of Professional/x64
- Intel Pentium 4 2 GHz of AMD Athlon XP 2000+
- NVIDIA GeForce 4 (non-MX) of ATI Radeon 9500, DirectX 9.0c-videokaart met 128 MB RAM
- 512 MB RAM
- 3 GB ongecomprimeerde hardeschijfruimte
- DirectX 9.0c-compatibele geluidskaart
- 4x CD/DVD-ROM-lezer

## Aanbevolen systeemeisen
- Windows XP Home of Professional
- Intel Pentium 4 3 GHz of AMD Athlon XP 3000+
- NVIDIA GeForce 6800 GT videokaart met 256 MB RAM
- 1 GB RAM
- 24x CD/DVD-ROM-lezer